# 丹巴绛央
丹巴绛央（藏語：བསྟན་པ་འཇམ་དབྱངས་，威利转写：bstan pa 'jam dbyangs，1888年—1944年）藏族，籍贯不详，西藏噶厦官员。

## 生平
丹巴绛央1934年被任命为堪仲，几乎随即又兼任藏军僧职总司令（马基）。1939年，他接替土登释迦出任噶倫赤巴，直到1944年逝世为止一直担任此职务。